# بلير كوري
بلير كوري (بالإنجليزية: Blair Currie)‏ (25 مايو 1993 بغلاسكو في المملكة المتحدة - ) هو لاعب كرة قدم بريطاني في مركز حراسة المرمى. لعب مع نادي رينجرز وهاميلتون أكاديميكال وAnnan Athletic F.C. ‏.

## وصلات خارجية
- بلير كوري على موقع قاعدة بيانات كرة القدم.إي يو (الإنجليزية)
- بلير كوري على موقع Soccerbase.com (لاعب) (الإنجليزية)
- بلير كوري على موقع Soccerway.com (الإنجليزية)